# Ceroplastes hempeli
Ceroplastes hempeli är en insektsart som beskrevs av Lizer y Trelles 1919. Ceroplastes hempeli ingår i släktet Ceroplastes och familjen skålsköldlöss. Inga underarter finns listade i Catalogue of Life.